# Harcourt (Verlag)
Harcourt war ein 1919 in New York gegründeter Verlag, der im Lauf der Zeit wechselnde Namen hatte und 2007 von Houghton Mifflin übernommen wurde.

## Hauptteil

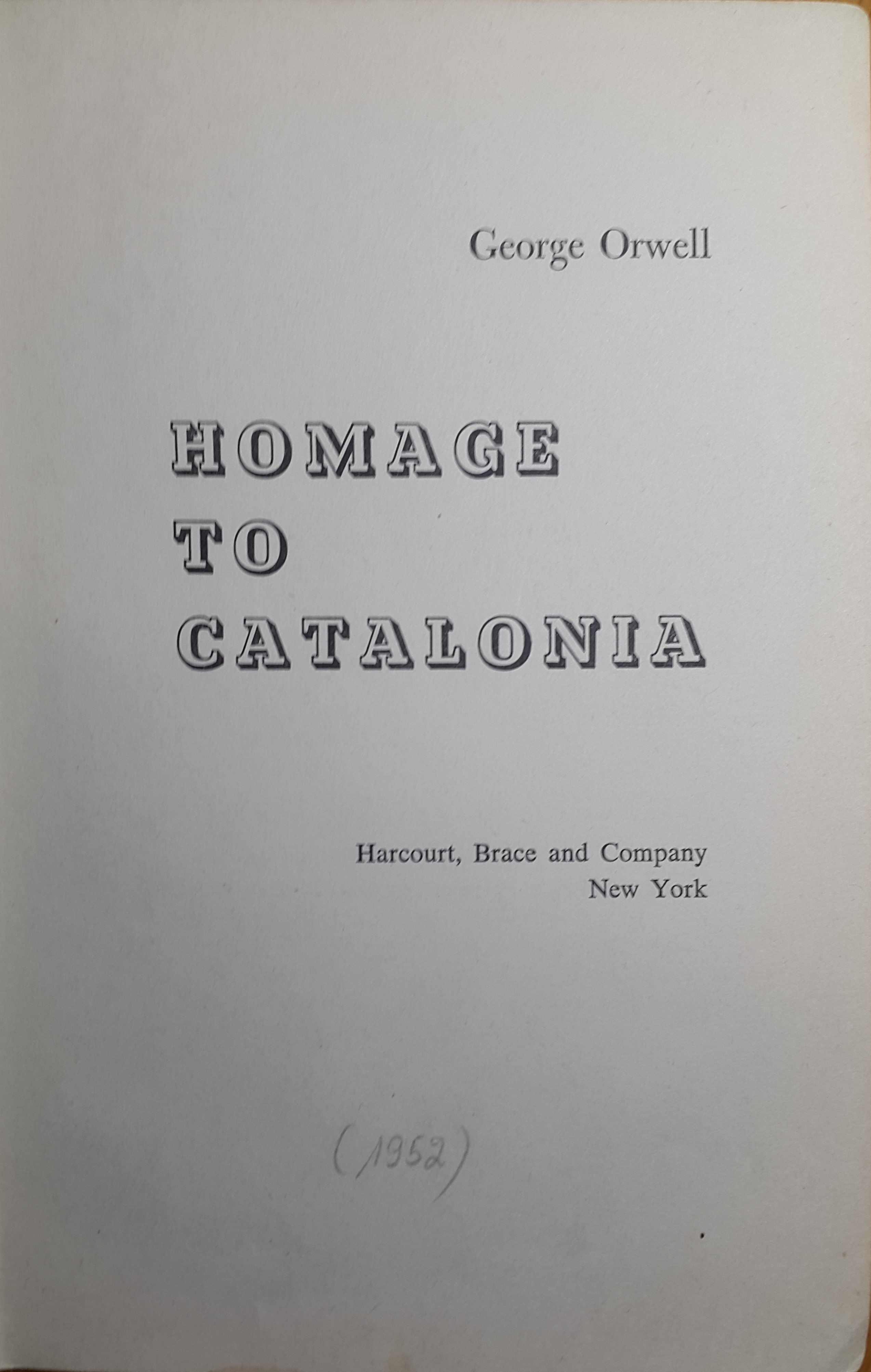
George Orwell: Homage to Catalonia, amerikanische Ausgabe 1952

Der Verlag wurde 1919 von Alfred Harcourt (1881–1954) und seinem Studienfreund am Columbia College Donald C. Brace (1881–1955) sowie mit dem Herausgeber Will David Howe als Harcourt, Brace & Howe gegründet. Harcourt und Brace waren vorher im Verlag Henry Holt gewesen. Nachdem Howe den Verlag 1921 verließ, hießen sie Harcourt Brace & Company. Damals veröffentlichten sie unter anderem Sinclair Lewis, Virginia Woolf, George Orwell, James Thurber, T. S. Eliot und Robert Penn Warren. Außerdem veröffentlichten sie gleich am Anfang The economic consequences of peace von John Maynard Keynes und Organization for work von Henry Laurence Gantt. Ihr Schwerpunkt waren danach Lehrbücher für College und High School und sie veröffentlichten einige der bekanntesten Bücher für den kaufmännischen Bereich in den USA. 1954 wurde William Jovanovich Präsident. Er kam aus Colorado, war ab 1947 als Schulbuchvertreter im Verlag und stieg 1953 zum Leiter der Schulbuchabteilung auf. Er verwandelte den Verlag in eine Aktiengesellschaft und fusionierte ihn 1960 mit der World Book Company zu Harcourt Brace & World Inc. Dadurch erweiterten sie ihren Katalog auch auf Schulbücher für Grundschulen. Die World Book Company war 1905 in Manila in den Philippinen für englischsprachiges Lehrmaterial gegründet worden und hatte bald darauf einen hohen Marktanteil an Tests wie dem Otis-Test für Rekruten für das US-Militär. Ab 1970 waren sie als Harcourt Brace Jovanovich bekannt. Ebenfalls 1970 erwarben sie Academic Press. Sie diversifizierten auch in Wirtschaftsberatung, Versicherungsberatung und kauften 1976 Sea World für 46 Millionen Dollar und andere Themenparks. 1974 übernahmen sie den Paperback-Verlag Pyramid Books (in Jove Books umbenannt, aber 1979 an die Putnam Berkley Gruppe verkauft).
1982 zogen sie aus New York City nach Florida (Orlando, Hauptquartier) und Kalifornien (San Diego, Verkaufsabteilung). 1986 erwarben sie den Verlagsteil von CBS, darunter den großen Verlag für medizinische Fachliteratur W. B. Saunders und den großen Lehrbuch-Verlag Holt, Rinehart and Winston (ein Nachfolger von Henry Holt, aus dem die Verlagsgründer ursprünglich kamen). 1987 mussten sie einen Übernahmeversuch von Robert Maxwell abwehren (er bot 2 Milliarden Dollar), was hohe Kosten verursachte und zu einer hohen Verschuldung führte, so dass sie begannen Teile wie TV-Stationen abzustossen. 1989 verkauften sie ihre Themenparks für 1,1 Milliarden Dollar an Anheuser Busch. 1990 trat William Jovanovich als Vorstandschef zurück. Den Vorstand übernahm sein Sohn Peter. 1991 hatten sie 81 Millionen Dollar Verlust bei einem Umsatz von 1,1 Milliarden Dollar aufgrund der Zinslast und Rückzahlungen aus den Schulden, 1992 nach der Übernahme wiesen sie schon 107 Millionen Dollar Gewinn aus (nachdem durch den Cash flow die Schulden getilgt waren).
1991 übernahm die General Cinema Corporation den Harcourt-Konzern für 1,5 Milliarden Dollar. Zu General Cinema gehörten eine Kinokette und die Ladenketten Neiman Marcus und Bergdorf Goodman.  1993 nannten sie sich in Harcourt General um (die Kinoketten waren verkauft worden) und führten wieder den Namen Harcourt Brace & Company für den Verlagsteil ein. Die Kino- und Ladenketten wurden wieder verkauft und 1999 hießen sie Harcourt Inc. 2001 wurden sie von Reed Elsevier übernommen, die sich dann in folgendermaßen aufteilten: Elsevier (Medizin, Naturwissenschaft), LexisNexis (Jura), Harcourt Education (Schulbücher), Reed Business (Wirtschaft).
2007 verkaufte Reed Elsevier den Schulbuchbereich (Harcourt einschließlich Harcourt Trade Publishers) an die Houghton Mifflin Riverdeep Gruppe. Diese fassten die Verlagsaktivitäten zu Houghton Mifflin Harcourt zusammen.

## Übersicht über die Verlagsnamen
- 1919: Harcourt, Brace & Howe
- 1921: Harcourt Brace & Company
- 1960: Harcourt Brace & World
- 1970: Harcourt Brace Jovanovich
- 1993: Harcourt Brace & Company
- 1999: Harcourt Inc.
- 2007: Houghton Mifflin Harcourt

## Sonstiges
Harcourt trat 1942 als Verlagsleiter ab und überließ Donald Brace die Leitung.
Schon in den 1920er Jahren boten sie Frauen gleiche Karrierechancen, worin sie damals in der Verlagsbranche einzigartig waren. Das war auf den Einfluss von Ellen Knowles Eayres zurückzuführen, die Alfred Harcourt heiratete. Auch sonst galten sie über lange Zeit als Innovatoren in der US-amerikanischen Verlagsbranche. Die Kinderbuchabteilung leitete 1946 bis 1972 Margaret McElderry, die viele neue erfolgreiche Kinderbuchautoren entdeckte.
Im Zweiten Weltkrieg veröffentlichten sie Man must act von Lewis Mumford, das zum Widerstand gegen die Faschisten aufrief, und verteilten 500 Exemplare kostenlos.
Zu ihren Autoren gehörte auch der Literatur-Nobelpreisträger Octavio Paz.
1955 verließ einer der Herausgeber Robert Giroux den Verlag und nahm eine Reihe von Mitarbeitern und Autoren mit, als er einer der Gründer von Farrar, Straus & Giroux wurde.